# Drepanacra binocula
Drepanacra binocula là một loài côn trùng trong họ Hemerobiidae thuộc bộ Neuroptera. Loài này được Newman miêu tả năm 1838.

## Hình ảnh

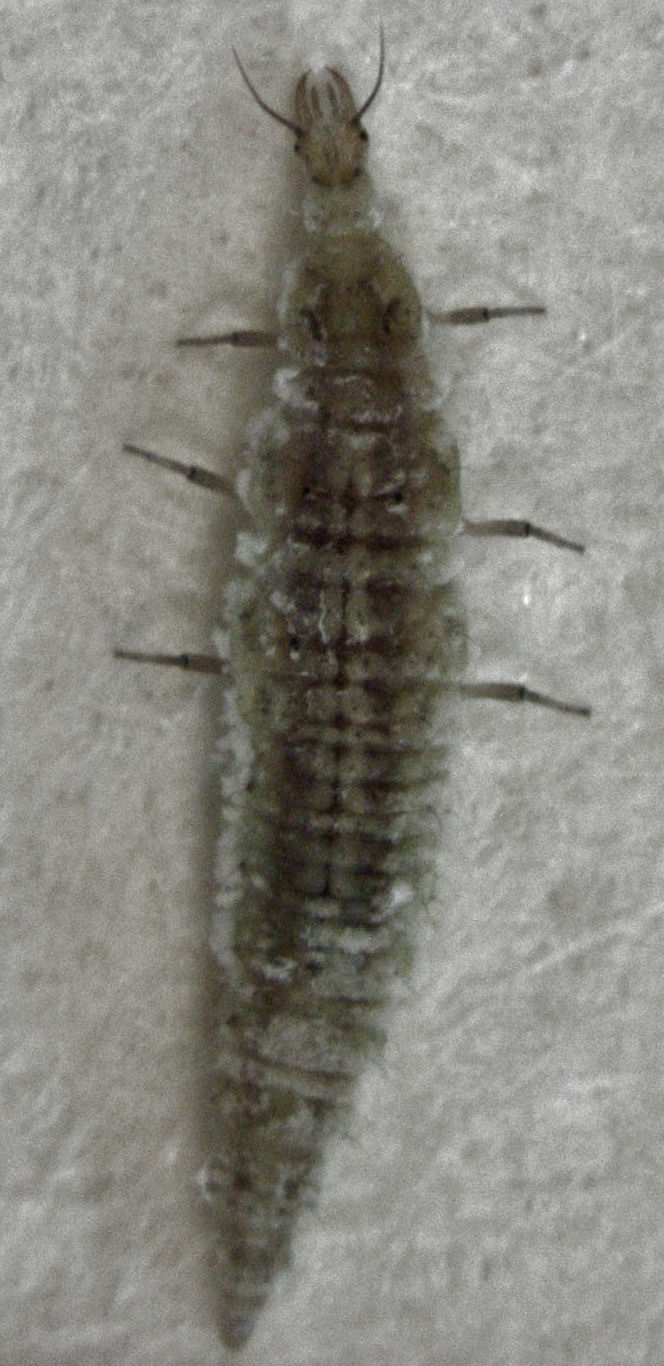